# (449090) 2012 TX102
(449090) 2012 TX102 es un asteroide perteneciente al cinturón de asteroides, descubierto el 9 de octubre de 2012 por el equipo del Mount Lemmon Survey desde el Observatorio del Monte Lemmon, Arizona, Estados Unidos.

## Designación y nombre
Designado provisionalmente como 2012 TX102.

## Características orbitales
2012 TX102 está situado a una distancia media del Sol de 2,207 ua, pudiendo alejarse hasta 2,447 ua y acercarse hasta 1,967 ua. Su excentricidad es 0,109 y la inclinación orbital 2,432 grados. Emplea 1197,43 días en completar una órbita alrededor del Sol.

## Características físicas
La magnitud absoluta de 2012 TX102 es 18,29. 